# Cathorops fuerthii
Cathorops fuerthii е вид лъчеперка от семейство Ariidae.

## Разпространение и местообитание
Видът е разпространен в Еквадор, Колумбия, Коста Рика, Никарагуа, Панама, Перу, Салвадор и Хондурас.
Среща се на дълбочина от 1 до 18 m.

## Описание
На дължина достигат до 28 cm.